# Fåblommig förgätmigej
Fåblommig förgätmigej (Myosotis sparsiflora) är en växtart i familjen strävbladiga växter.